# Funeral de Raúl Alfonsín

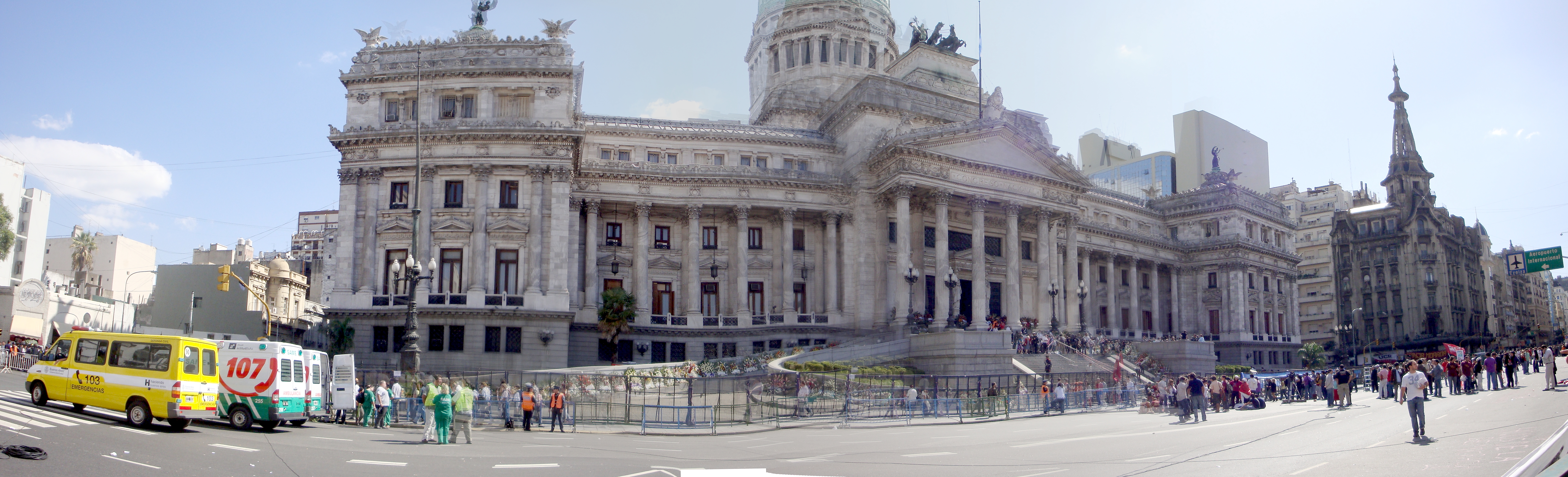
Las afueras del Congreso Nacional durante su velatorio.

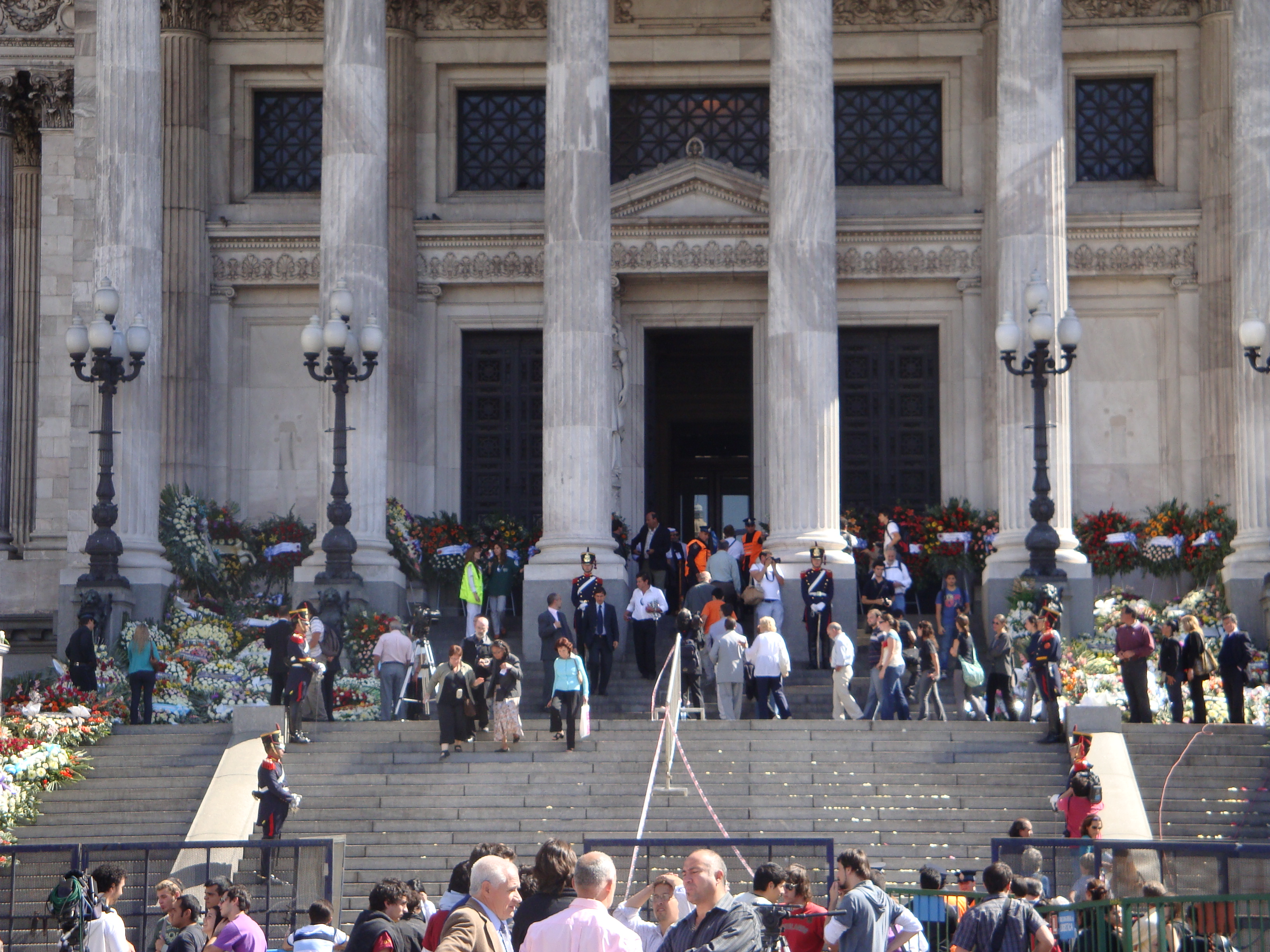
Arreglos florales en las escalinatas del Congreso.

El funeral de Raúl Alfonsín, fallecido a los 82 años, el 31 de marzo de 2009, debido a un cáncer de pulmón y luego que su salud se viera agravada, en sus últimos días, por una neumonía broncoaspirativa, tuvo lugar el 1 de abril.

## Funeral
El Gobierno de Argentina, encabezado por el vicepresidente en ejercicio del Poder Ejecutivo, Julio Cobos, decretó tres días de duelo nacional por el fallecimiento y sus restos fueron velados desde primeras horas del 1 de abril de 2009 en el Salón Azul del Congreso Nacional al que concurrieron además de autoridades y políticos de distintos partidos un número aproximado de 80.000 personas que debió esperar en fila entre cinco y seis horas. Entre las autoridades políticas que participaron del acto se encontraban los expresidentes Carlos Menem, Eduardo Duhalde, Fernando De la Rúa y Néstor Kirchner; la presidenta Cristina Fernández no pudo estar presente por encontrarse en la Cumbre del G-20 de Londres pero hizo llegar sus condolencias. Al día siguiente fueron llevados en una cureña militar escoltada por el Regimiento de Granaderos a Caballo al Cementerio de la Recoleta, en Buenos Aires. Los restos del expresidente descansaron provisoriamente en la bóveda de los caídos en la Revolución del Parque hasta que el 16 de mayo fueron trasladados a un monumento individual en el mismo cementerio en un lugar construido sobre mármol gris y beige, donde hay una cruz en lo alto y un luminoso vitraux por el que entra una luz tenue. 
La frase del preámbulo de la Constitución Nacional que él solía repetir durante la campaña presidencial está grabado sobre un mármol, como reseña de sus intenciones  y legado: «... Con el objetivo de constituir la unión nacional, afianzar la justicia, consolidar la paz interior, proveer la defensa común, promover el bienestar general y asegurar los beneficios de la libertad para nosotros, para nuestra posteridad y para todos los hombres del mundo que quieran habitar el suelo argentino...».

## Reacciones internacionales

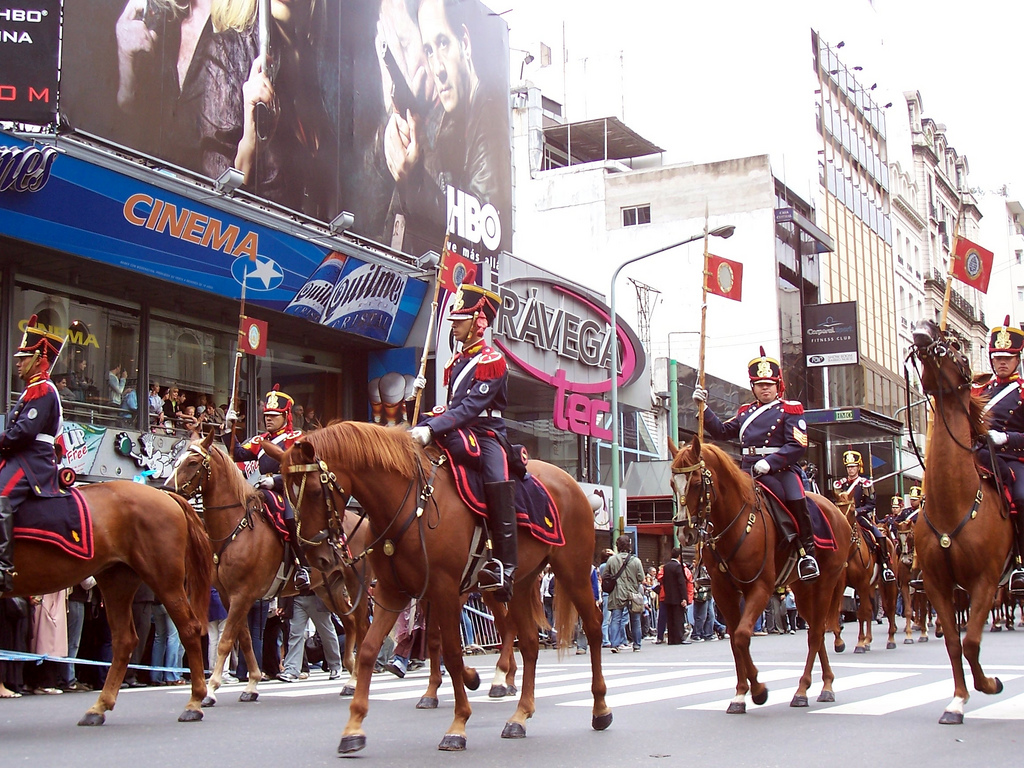
Granaderos durante la despedida a Alfonsín en la Avenida Callao.

La muerte de Alfonsín motivó también reacciones internacionales. Perú y Paraguay decretaron uno y tres días de duelo nacional respectivamente[cita requerida], mientras que los presidentes de Brasil, Bolivia, Colombia, Nicaragua y Chile enviaron fuertes mensajes de condolencias con el fallecimiento. El presidente uruguayo Tabaré Vázquez pasó por el Congreso, así como también los expresidentes extranjeros Julio María Sanguinetti (de Uruguay), Fernando Henrique Cardoso y José Sarney (de Brasil). También llegaron condolencias desde España por parte del presidente José Luis Rodríguez Zapatero y del líder del Partido Popular, Mariano Rajoy, así como también de la OEA y de los Estados Unidos. El presidente estadounidense Barack Obama envió a Cristina Fernández una carta en donde escribía «El Presidente Alfonsín fue una figura fundacional en la consolidación de la democracia en América latina. Nos unimos a los que a lo largo de América expresan su respeto y estima por su integridad y su compromiso con los principios democráticos y los derechos humanos». Finalmente, se celebró una misa en su memoria en la Ciudad del Vaticano.

## Consecuencias
El funeral de Raúl Alfonsín tuvo lugar pocos meses antes de las elecciones legislativas de Argentina de 2009. El mismo influyó en el desarrollo de la campaña electoral, llevando a un aumento de la intención de voto de la Unión Cívica Radical de 15 a 24 puntos. Asimismo, los analistas políticos interpretan un respaldo a la conducta política de Alfonsín, tendiente a la negociación y construcción de consensos.